# イサバル県
イサバル県（イサバルけん、スペイン語: Departamento de Izabal）は、グアテマラの県。先住民のガリフナ族が沿岸部に居住する。
北でベリーズと、東でホンジュラスと、南でサカパ県と、西でアルタ・ベラパス県と、北でペテン県とそれぞれ接する。北東にはホンジュラス湾を臨む。
国内最大の湖（全長48km、幅24km、総面積590平方キロ）であるイサバル湖を取り囲むように位置する。湖からホンジュラス湾にそそぐドゥルセ川のほとりには、グアテマラの国定史跡であるスペイン植民地期のサン・フェリペ砦が建つ。
湖南岸のイサバルの町はリビングストンやプエルト・バリオスに港湾設備が築かれる19世紀まで、カリブ海に臨むグアテマラの玄関口であった。かつては県都でもあったが、いまは交通も貧弱なひなびた村である。
県内の港市には県都であるプエルト・バリオスのほか、サント・トマス・デ・カスティージャ、リビングストン、自由貿易港のソリックが挙げられる。マヤ文明の遺跡、キリグアも県内にある。

## 隣接する県
- コルテス県
- サンタ・バルバラ県
- コパン県
- サカパ県
- アルタ・ベラパス県
- ペテン県
- トレド郡

## 下位行政区
下記の5市からなる。
1. エル・エストル市 (El Estor)
2. リビングストン市 (Livingston)
3. ロス・アマテス市 (Los Amates)
4. モラーレス市 (Morales)
5. プエルト・バリオス市 (Puerto Barrios)